# 普里莫日·羅格里奇

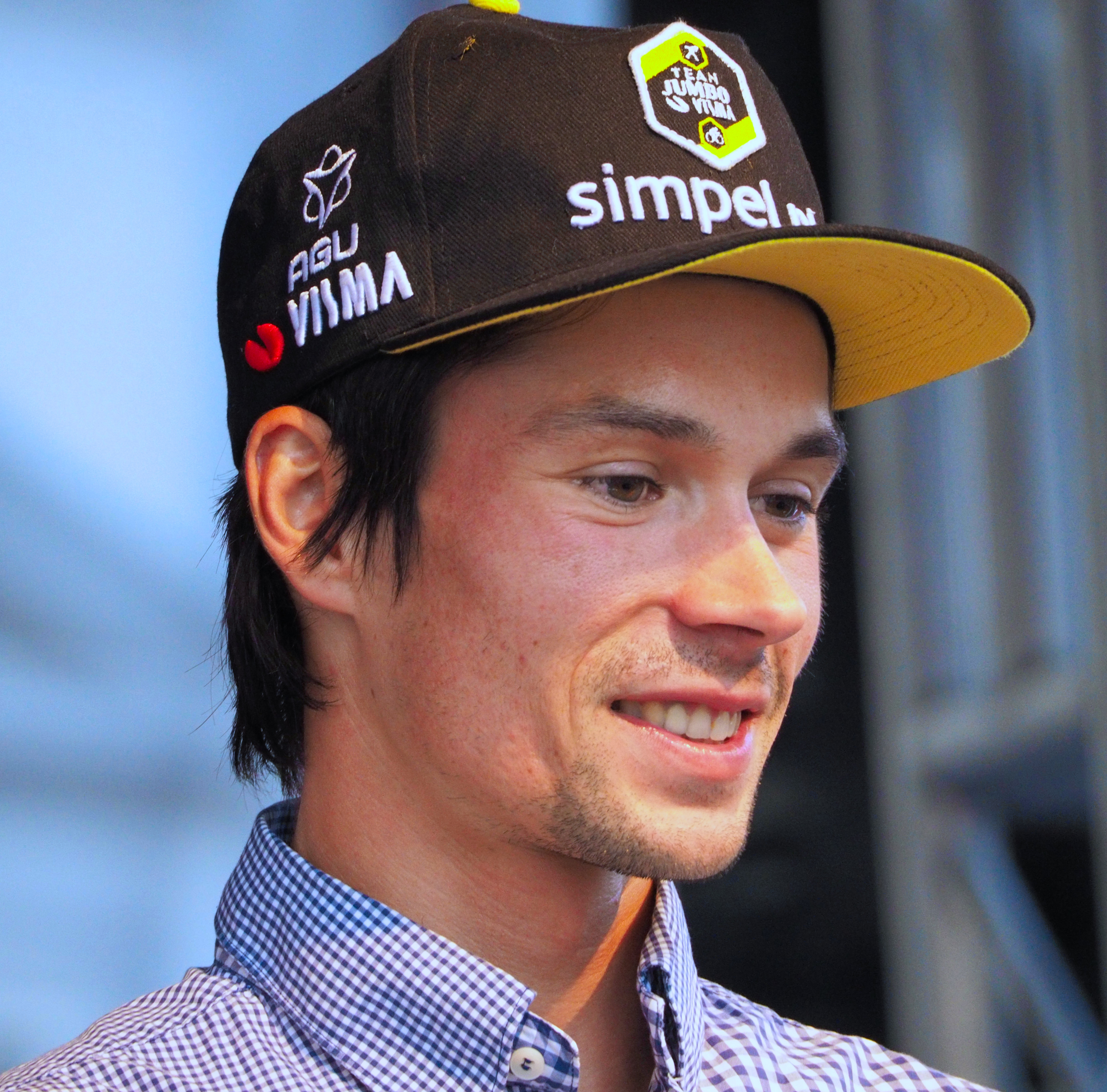
2019年攝

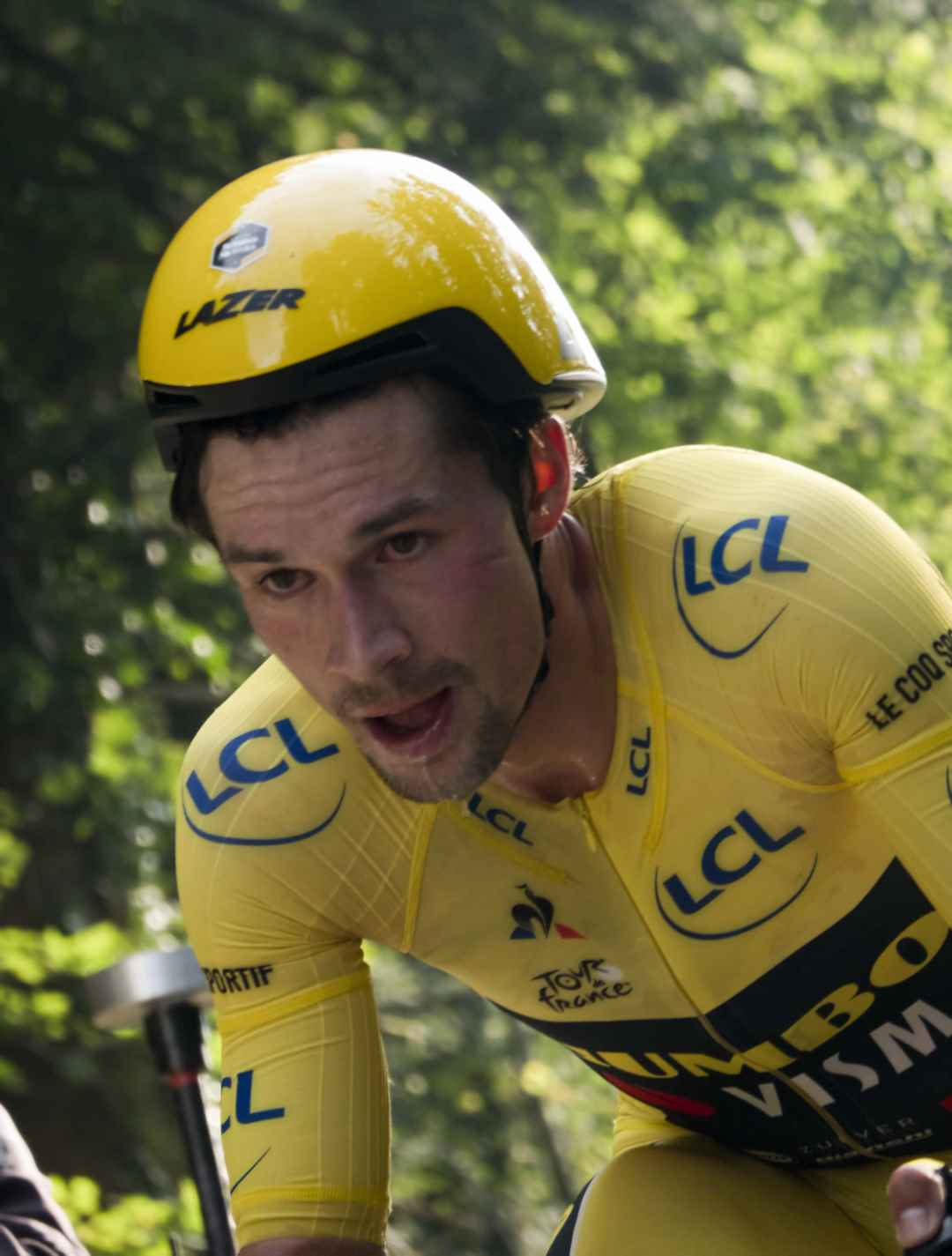
攝於2020年环法自行车赛的計時賽段

普里莫兹·罗格利奇（1989年10月29日—），斯洛文尼亞自行車運動員，他代表斯洛文尼亞隊參加了日本舉行的2020年夏季奧林匹克運動會，並且在男子個人計時賽上獲得金牌。
羅格里奇自2016年起效力于荷兰珍宝车队，曾获得2019年、2020年、2021年环西自行车赛总冠军和2023年环意自行车赛总冠军。2023年底宣布转会至博拉-汉斯格雅车队。